# Astragalus joergensenii
Astragalus joergensenii es una especie de planta del género Astragalus, de la familia de las leguminosas, orden Fabales.

## Distribución
Astragalus joergensenii se distribuye por Argentina.

## Taxonomía
Fue descrita científicamente por I. M. Johnston. Fue publicada en J. Arnold Arbor. 28: 372 (1947).